# Oswald Schneidratus

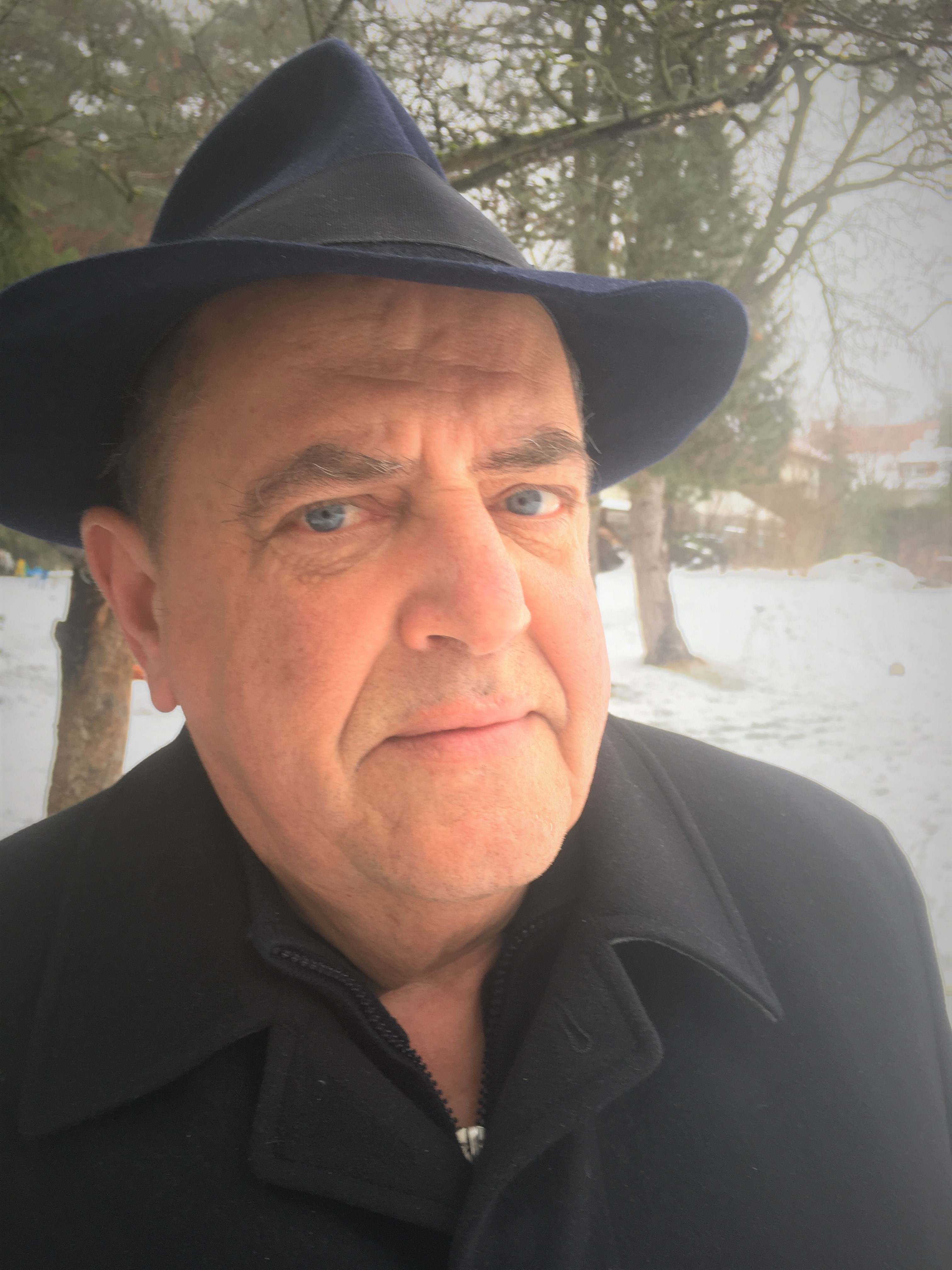
Oswald Schneidratus, Diplomat (2021)

Oswald Schneidratus (* 27. Februar 1951 in Dolgi Most, UdSSR, Sibirien) ist ein Politikwissenschaftler, ehemaliger deutscher Diplomat sowie Unternehmensberater.

## Leben und Wirken

### Familie und Ausbildung
Oswald Schneidratus ist der Sohn von Werner Schneidratus und dessen Ehefrau Jaroslawa Semjonowna, geborene Salik. Sein Großvater väterlicherseits Oswald Schneidratus, ein deutscher Architekt, übersiedelte 1924 mit seiner Familie, einer Einladung folgend, in die UdSSR, da er wegen Teilnahme am kommunistischen Widerstand in Deutschland jederzeit mit seiner Verhaftung rechnen musste. Im Zuge des Großen Terrors wurde sein Großvater 1937 erschossen und sein Vater Werner Schneidratus zu zehn Jahren Arbeitslager (Kolyma in Ostsibirien) verurteilt.

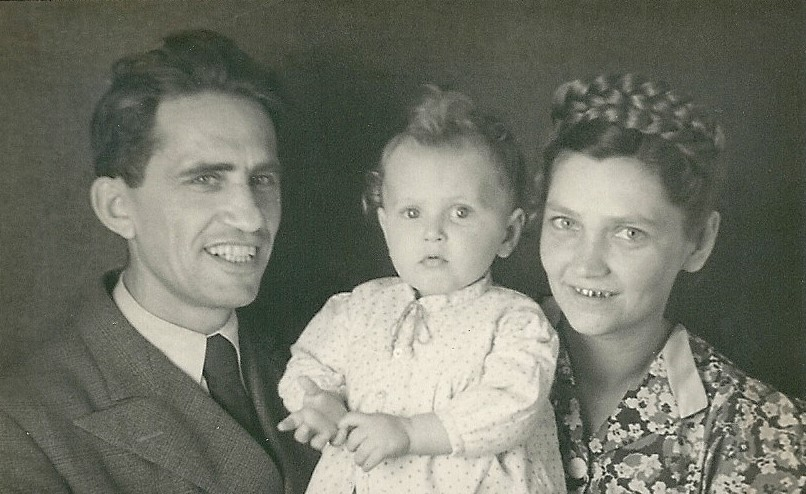
Oswald Schneidratus mit seinen Eltern Werner Schneidratus und Ehefrau Jaroslawa, geb. Salyk in Dolgi Most (1951)

Zum Zeitpunkt der Geburt 1951 waren Oswald Schneidratus’ Eltern nach Sibirien verbannt: der Vater, ebenfalls Architekt, wegen angeblicher Architektur-Spionage seit 1949 lebenslänglich, die Mutter, eine Ukrainerin aus Galizien (mit wechselnder staatlicher Zugehörigkeit: Polen, Österreich-Ungarn, Ukraine, Sowjetunion, Deutschland als Besatzungsmacht, UdSSR) wegen angeblicher nationalistischer Gesinnung seit 1944 verhaftet und 1947/1948 verurteilt. Nach der Rehabilitierung des Großvaters und der Eltern übersiedelte die Familie 1955 in die DDR.
Von 1957 bis 1965 besuchte Oswald Schneidratus die „Hans-Coppi-Schule“ in Berlin-Karlshorst und von 1965 bis 1969 die Erweiterte Oberschule „Immanuel Kant“ ebenfalls in Berlin, wo er das Abitur mit Facharbeiterbrief als Maschinenbauer erlangte. Ab 1969 studierte er am Moskauer Staatlichen Institut für Internationale Beziehungen (MGIMO) das Fach Internationale Journalistik und schloss 1974 mit einer Diplomarbeit ab. Schneidratus erlernte Russisch und Englisch auf Dolmetscherniveau und Französisch als Umgangssprache. Seine Länderspezialisierung war Großbritannien.
1982 promovierte er an der Karl-Marx-Universität Leipzig auf dem Gebiet Politikwissenschaft mit einer Arbeit über die Tätigkeit der Presseorgane der Mitgliedsorganisationen des Weltbundes der Demokratischen Jugend (WBDJ) zum Doctor rerum politicarum (Dr. rer. pol.).
Oswald Schneidratus lebt in Berlin sowie auf seinem Sommer-Wohnsitz in Prieros. Seiner ersten Ehe entstammen zwei Söhne (* 1977 und 1979) sowie eine Tochter (* 1983). In zweiter Ehe ist er verheiratet mit einer Ururenkelin des deutsch-russischen Unternehmers Oscar Richter.

### Internationale Jugendbewegung
In den Jahren 1976–1980 vertrat Schneidratus die Freie Deutsche Jugend (FDJ) der DDR im Büro des Weltbundes der Demokratischen Jugend (WBDJ) in Budapest. Der WBDJ organisierte weltweite Veranstaltungen zu den Themenbereichen Frieden und Abrüstung, Nationale Befreiungsbewegungen, soziale Ungleichheit. Neu waren Diskussionen um alternative Sozialismus-Konzepte wie zum Beispiel die von den WBDJ-Mitgliedsorganisationen aus Italien, Frankreich und Spanien propagierten Vorstellungen vom Eurokommunismus und die Zusammenarbeit mit nichtkommunistischen Jugendorganisationen. Höhepunkte waren für Schneidratus die Teilnahme an der ersten Abrüstungssondertagung der UN-Generalversammlung New York 1978, wo der WDBJ Rederecht erhielt, und an den „Weltfestspielen der Jugend und Studenten“ von 1978 in Havanna (Kuba).

### Diplomatische Tätigkeit
In den Jahren 1974–1976 und 1982–1990 war Schneidratus im Ministerium für Auswärtige Angelegenheiten der DDR im diplomatischen Dienst tätig (Außenminister während dieser Zeit: Otto Winzer, Oskar Fischer, Markus Meckel, Lothar de Maizière). 1973 absolvierte er in der DDR-Botschaft in Stockholm ein Praktikum. Seine berufliche Laufbahn begann in den Abteilungen Journalistische Beziehungen, UNO und Grundsatzfragen des Ministeriums. Inhaltliche Schwerpunkte seiner Arbeit waren Abrüstung und internationale Konflikte.

#### UNO-Streitkräfte auf Zypern (UNFICYP), 1980–1982
Im Zuge des beginnenden Entspannungsprozesses hatten die sozialistischen Staaten ihre grundlegende Ablehnung der UN-Friedensmissionen aufgegeben und nahmen jetzt mit Diplomaten und Soldaten an einigen dieser Einsätze teil. Die DDR besetzte den Posten eines politischen Mitarbeiters bei der in dieser Zeit vom argentinischen Sonderbotschafter Hugo Gobbi des UNO-Generalsekretärs geleiteten UNFICYP. Als Angestellter der UNO koordinierte Schneidratus die tägliche Zusammenarbeit zwischen dem politischen und dem von den Generälen Gunter Greindl (AUT) und Desmond Bastick (GB) geführten militärischen Teil von UNFICYP. Als einziger Bürger eines sozialistischen Staates bei UNFICYP erlebte Schneidratus, dass auch politische Gegner ergebnisorientiert zusammenarbeiten können, wenn die Regeln dieser Zusammenarbeit – hier das UNO-Mandat – international vereinbart worden sind. Erstmals in seinem Leben versuchte Schneidratus, zwischen Feinden in einem bewaffneten Konflikt zu vermitteln.

#### Botschaft der DDR in Großbritannien und Nordirland, 1983–1987
An der von Botschafter Gerhard Lindner geführten DDR-Botschaft in London war Schneidratus als 1. Sekretär und Experte für Abrüstungsfragen tätig. In seinen Tätigkeitsbereich fielen Kontakte zu britischen Regierungsstellen und der Zivilgesellschaft in Abrüstungsfragen. Er erlebte Großveranstaltungen der britischen Friedensbewegung mit zum Teil mehreren hunderttausend Teilnehmern, bei denen lautstarker Protest sowohl gegen die Stationierung der US-Systeme Cruise-Missile und Pershing II als auch der sowjetischen SS 20 artikuliert wurde.

#### Wiener Verhandlungen über konventionelle Streitkräfte in Europa (VKSE), 1989–1990

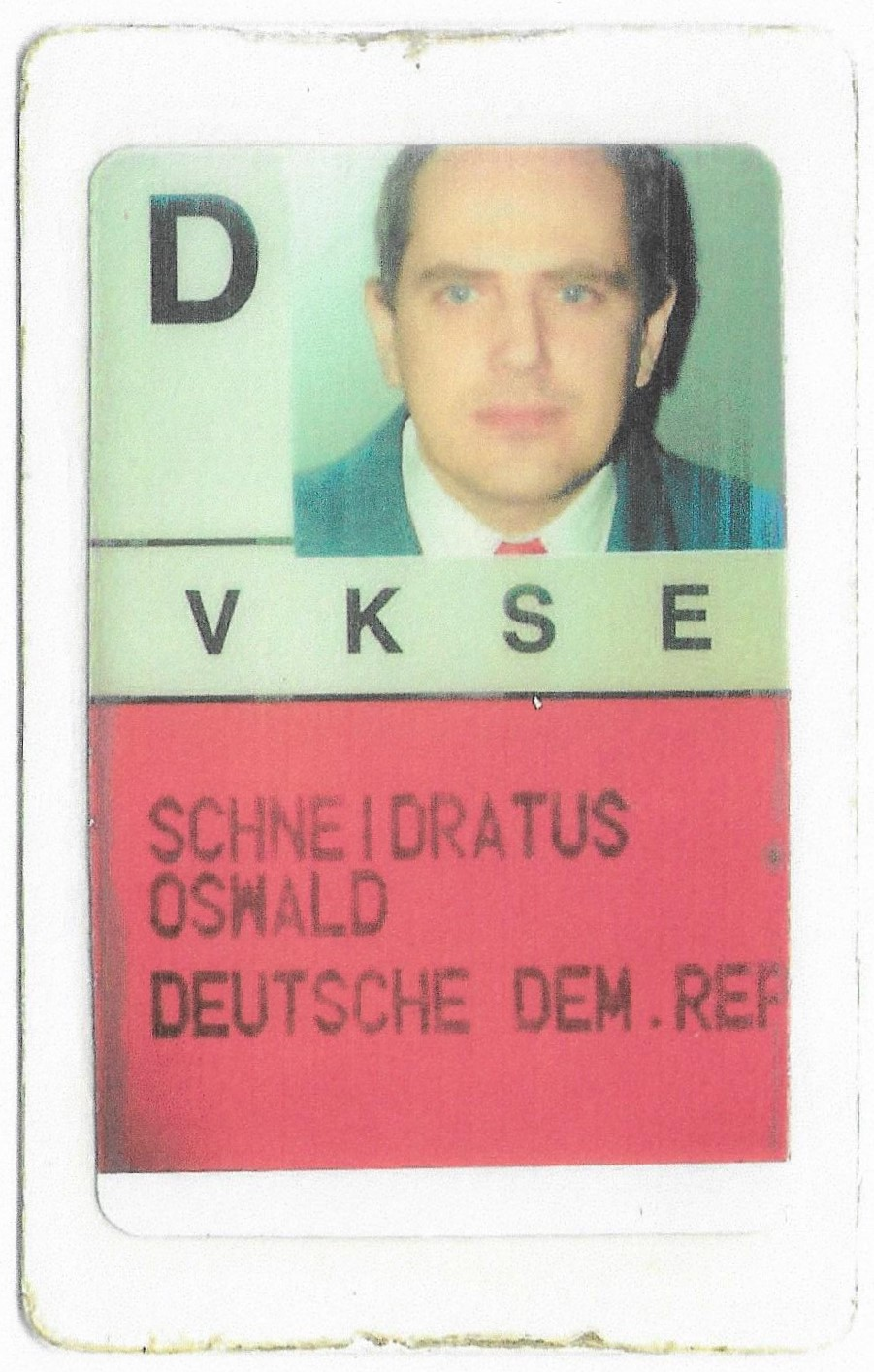
Oswald Schneidratus, VKSE (1989)

Die Mitgliedsstaaten des Warschauer Vertrages und der NATO vereinbarten hier das wahrscheinlich größte Abkommen konventioneller Abrüstung europäischer Geschichte. Als Botschaftsrat gehörte Schneidratus der DDR-Delegation unter Leitung von Botschafter Dieter Ernst an. Mit der Vereinigung beider deutscher Staaten stellte die DDR-Delegation ihre Tätigkeit am 2. Oktober 1990 ein und konnte so das erfolgreiche Ende der Wiener Verhandlungen nicht mehr mitgestalten.

### Unternehmensberater, seit 1990
Nach der deutschen Wiedervereinigung übernahm das Auswärtige Amt unter Minister Hans-Dietrich Genscher nur einzelne DDR-Diplomaten. Schneidratus arbeitete daher zunächst als freiberuflicher Dolmetscher für Deutsch, Russisch und Englisch.
1991 erhielt er vom Vorstandsvorsitzenden des Unternehmens Metallgesellschaft AG (MG) Heinz Schimmelbusch eine Anstellung mit der Aufgabenstellung, im Konzern den Bereich GUS consult (GUS: Gemeinschaft Unabhängiger Staaten) aufzubauen. Wichtigste Projekte waren:
- die beratende Begleitung der Teilnahme der MG am deutsch-russischen Großprojekt zur Entsorgung von ca. 40.000 Tonnen chemischer Kampfstoffe in der Russischen Föderation am Standort Kambarka in Udmurtien
- die Gründung des Deutsch-Russischen Gemeinschaftsunternehmens MPM Technologietransfer und Vermarktungsgesellschaft mbH zur zivilen internationalen Vermarktung von Spitzentechnologien der Raumfahrt- und Verteidigungsindustrie der GUS. Schneidratus war Direktor des Beirats, der vom Minister für Verteidigungsindustrie der UdSSR a. D. Boris Michailowitsch Beloussov und Bundesminister für Forschung und Technologie a. D. Heinz Riesenhuber paritätisch geleitet wurde. Geschäftsführer war Ulrich Hofmann, langjähriger 1. Vizepräsident der Akademie der Wissenschaften der DDR.

Seit 1999 berät Schneidratus im Rahmen von International Business Consult Berlin verschiedene deutsche und europäische Unternehmen bei deren Geschäftsentwicklung in der Russischen Föderation, in der Ukraine und in anderen Ländern der Gemeinschaft Unabhängiger Staaten (GUS). Schwerpunkte waren unter anderen das OSZE-Projekt zur Entsorgung von ca. 4.000 Tonnen Raketentreibstoff in der Ukraine sowie weitere Projekte der Entsorgung militärischer Altlasten und der Konversion von Rüstungsbetrieben.

### Stellvertretender und amtierender Leiter der Mission der Organisation für Sicherheit und Zusammenarbeit in Europa (OSZE), 2000–2002

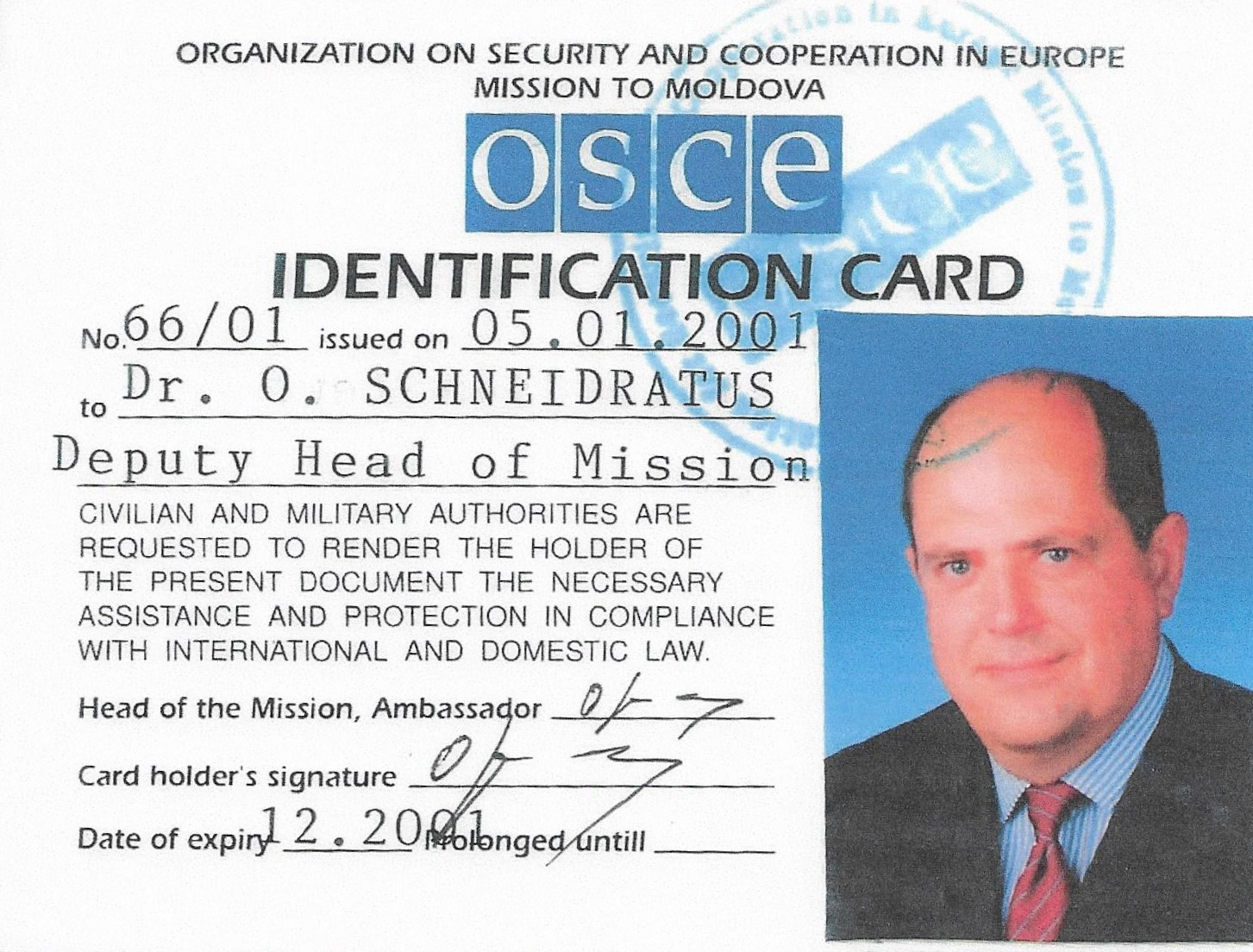
Oswald Schneidratus, OSCE (2001)

Im Rahmen der Suche nach einer friedlichen Lösung des postsowjetischen bewaffneten Konflikts in Transnistrien repräsentierte Schneidratus die OSZE in der Waffenstillstands-Kommission der verfeindeten Parteien und war Koordinator des OSZE-Großprojekts zur Entsorgung von 40.000 t konventioneller Munition der Russischen Föderation in Transnistrien. Für die OSZE fungierte Schneidratus auch als Wahlbeobachter in Transnistrien, in Bosnien-Herzegowina und im Kosovo.

### Geschichtsbewältigung
Gemeinsam mit dem Vorsitzenden der Vereinigung der Verfolgten des Naziregimes / Bund der Antifaschisten in Berlin, Hans Coppi junior initiierte Oswald Schneidratus 2009 die Gründung des Arbeitskreises „Sowjetexil“. Der Arbeitskreis erstellte die Wanderausstellung zum Schicksal deutscher Antifaschisten in der UdSSR „Ich kam als Gast in Euer Land gereist…“. Schneidratus gehörte zu den Unterzeichnern des Vorschlags zur Anbringung einer Gedenktafel für die in der UdSSR verfolgten und ermordeten deutschen Antifaschisten an der Fassade des Karl-Liebknecht-Hauses in Berlin.

### Zur Familie
Oswald Schneidratus Urgroßvater gleichen Namens (etwa 1855–1934) war leitender Kartograf im Deutschen Generalstab während des Ersten Weltkrieges.
Sein Großvater, wiederum gleichen Namens Oswald Schneidratus (1881–1937) war Mitglied der SPD, nachfolgend der KPD, im Ersten Weltkrieg zum Frontdienst in einem Strafbataillon verurteilt, Teilnehmer an der Novemberrevolution 1918, Führungsmitglied des Arbeiter- und Soldatenrates Berlin, Regionalkommandeur des geheimen M-Apparates der KPD. 1924 wurde er gemeinsam mit Hugo Eberlein und anderen zur Verhaftung ausgeschrieben. In der Sowjetunion, wohin er 1924 zusammen mit seiner Familie emigrierte, wirkte er als Architekt, importierte den Bauhausstil und koordinierte als Regierungsbeauftragter die Anwerbung ausländischer Experten. 1937 wurde er verhaftet und hingerichtet.

## Publikationen (Auswahl)
Aus den Arbeiten von Schneidratus sind mehrere Veröffentlichungen hervorgegangen:
- Zur Tätigkeit der Presseorgane der Mitgliedsorganisationen des Weltbundes der Demokratischen Jugend. Dissertation. Karl-Marx-Universität Leipzig, Fakultät für Journalistik, Leipzig 1982.
- Was bleibt offen beim Wiener Abkommen? In: Berliner Zeitung. 17./18. November 1990.
- Seid geduldig, Rückzug haben sie nicht gelernt. In: Neues Deutschland. 11. Dezember 1990.
- Wird Wiener Abkommen Opfer neuer Konfrontation?  In: Berliner Zeitung. 26. Februar 1991.
- Über den eigenen Schatten springen. In: Die Zeit. Nr. 13, 22. März 1991.
- Oswald Schneidratus und Alexander Baranovski: Oswald und Werner Schneidratus. Das Schicksal deutscher antifaschistischer Architekten. Verlag Phoenix, Kiew 2020, ISBN 978-966-136-759-2.